# یوتاس مولر
یوتاس مولر (آلمانی: Jonas Müller؛ زادهٔ ۱۹ نوامبر ۱۹۹۵) بازیکن هاکی روی یخ اهل آلمان است.